# سیوتادلا د منورکا
سیوتادلا د منورکا (به اسپانیایی: Ciudadela) یک دهستان در اسپانیا است که در جزایر بالئاری واقع شده‌است. سیوتادلا د منورکا ۱۸۶٫۳۴ کیلومتر مربع مساحت و ۲۹٬۱۶۰ نفر جمعیت دارد و ۲۴ متر بالاتر از سطح دریا واقع شده‌است.

## خواهرخوانده
شهرهای اوریستانو، آلکودیا و کوردوبا، آرژانتین خواهرخوانده‌های سیوتادلا د منورکا هستند.